# Могилів-Подільська виправна колонія № 114
Державна установа "Могилів-Подільська виправна колонія (№114)"  Центрально–Західного міжрегіонального управління з питань виконання кримінальних покарань та пробації   Міністерства юстиції України
Середнього рівня безпеки. Утримуються чоловіки, вперше засуджені до позбавлення волі на певний строк.При установі діє дільниця соціальної реабілітації. 

## Історія колонії
У травні 1983 р. засновано виховно-трудовий профілакторій - установу виконання покарань Вінницького облвиконкому, який було розташовано на території та у казармах колишнього артилерійського полку, із лімітом наповнення 300 осіб. На підставі наказу УВС Вінницького облвиконкому № 0116 від 30.11.1987 р. установу реорганізовано у лікувально-трудовий профілакторій УВС Вінницького облвиконкому з лімітом наповнення 200 осіб.
Згідно з вимогами наказу МВС УРСР № 408 від 24.09.1991 р. та наказу УВС Вінницької області № 407 від 31.10.1991 р. установу реорганізовано у спецкомендатуру при Могилів-Подільському РВВС УВС Вінницької області та самостійне підприємство - ЛТП. 310 квітня 1992 р. спецкомендатуру при Могилів-Подільському РВВС УВС Вінницької області було ліквідовано.

## Сучасний стан
На підставі наказу МВС України № 503 від 31.08.1992 р. підприємство ЛТП було реорганізовано в установу виконання покарань УВС Вінницької області посиленого режиму із лімітом наповнення 300 осіб.
У зв'язку із утворенням ДДУПВП, відповідно до відомчого наказу № 165 від 29.11.1999 р. установу перейменовано у Могилів-Поділь-ську виправну колонію управління ДДУПВП у Вінницькій області посиленого режиму.
З 1 січня 2004 р. Могилів-Подільська ВК управління ДДПВП України у Вінницькій області посиленого режиму змінюється на установу середнього рівня безпеки.
На підприємстві установи виготовляється продукція з металопрокату, каменю, продукція цеху деревообробки, шиття одягу, товари народного вжитку та будівельні матеріали.
У різні роки установу очолювали:
О. І. Палійський, В. М. Вагеліст, В. І. Панько, М. Г. Голуб, В. Г. Стебновський, В. І. Григор'єв, Г. П. Білоус, С. І. Гудожник, О. М. Чернега, О.В. Лисенко., Д.М. Петрик.
На даний час її очолює: полковник внутрішньої служби Ігор Григоренко

## Адреса
24044 с. Сказинці Могилів-Подільського району Вінницької області